# آقچه‌قلعه (ترکیه)
آقچه‌قلعه (به ترکی استانبولی: Akçakale) شهری است در کشور ترکیه که در استان شانلی‌اورفه واقع شده‌است. جمعیت این شهر بر اساس سرشماری سال ۲۰۰۸ میلادی ۲۵٬۵۹۵ نفر و بر اساس برآوردهای سال ۲۰۰۹ میلادی ۲۴٬۳۱۳ نفر می‌باشد.